# Sheikh Muszaphar Shukor
Sheikh Muszaphar Shukor (tên khai sinh Sheikh Muszaphar Shukor Al Masrie bin Sheikh Mustapha; sinh ngày 27 tháng 7 năm 1972) là một bác sĩ người Malaysia và là người Malaysia đầu tiên vào không gian. Ông đã được đưa vào Trạm Không gian Quốc tế bằng tàu Soyuz TMA-11 với phi hành đoàn Expedition 16 vào ngày 10 tháng 10 năm 2007. Sheikh Muszaphar bay theo một thỏa thuận với Nga thông qua chương trình Angkasawan, và sẽ trở về Trái Đất bằng tàu Soyuz TMA-10 cùng với phi hành đoàn Expedition 15, Fyodor Yurchikhin và Oleg Kotov sau 9 ngày ở trên Trạm Không gian Quốc tế.

## Nghề nghiệp
Sheikh Muszaphar được sinh ra ở Kuala Lumpur và học phổ thông ở Maktab Rendah Sains MARA ở Muar. Anh lấy bằng Cử nhân Y khoa và Phẫu thuật tịa Kasturba Medical College, Manipal.
Sheikh Muszaphar là một bác sĩ phẫu thuật chỉnh hình ngoại khoa, và là một giảng viên đại học ngành y khoa tại Universiti Kebangsaan Malaysia. In 1998, Sheikh Muszaphar đã làm việc tại Bệnh viện Seremban, sau đó là tại Bệnh viện đa khoa Kuala Lumpur năm 1999, và tại Bệnh viện Selayang từ 2000 đến 2001. Sheikh Muszaphar cũng là một người mẫu bán thời gian.